# (2655) Guangxi
(2655) Guangxi ist ein Asteroid des Hauptgürtels, der am 14. Dezember 1974 am Purple-Mountain-Observatorium in Nanjing entdeckt wurde. 
Benannt ist der Asteroid nach der autonomen Region Guangxi in China.